# Campeonato Mundial de Atletismo Júnior de 2012 - Lançamento de martelo masculino
A prova do lançamento de martelo masculino do Campeonato Mundial de Atletismo Júnior de 2012 ocorreu entre os dias 13 e 14 de julho em Barcelona, na Espanha. 

## Recordes
Antes desta competição, os recordes mundiais e do campeonato nesta prova eram os seguintes:
|     | Nome              | Nacionalidade  | Distância | Local   | Data                |
| --- | ----------------- | -------------- | --------- | ------- | ------------------- |
| WJR | Javier Cienfuegos | Espanha        | 82.97 m   | Madri   | 17 de junho de 2009 |
| CR  | Conor McCullough  | Estados Unidos | 80.79 m   | Moncton | 25 de julho de 2010 |

Os seguintes recordes mundiais ou do campeonato foram estabelecidos durante esta competição: 
| Data        | Evento | Nome                 | Nacionalidade | Distância | Notas |
| ----------- | ------ | -------------------- | ------------- | --------- | ----- |
| 14 de julho | Final  | Ashraf Amgad Elseify | Catar         | 85.57     | WJR   |

## Medalhistas
| Ouro                       | Prata               | Bronze                |
| Ashraf Amgad Elseify (QAT) | Bence Pásztor (HUN) | Suhrob Khodjaev (UZB) |

## Cronograma
Todos os horários são locais (UTC+1).
| Data        | Hora  | Evento       |
| ----------- | ----- | ------------ |
| 13 de julho | 12:00 | Qualificação |
| 14 de julho | 20:20 | Final        |

## Resultados

### Qualificação
Qualificação: 72,50 m (Q) ou pelo menos melhor 12 qualificado (q) 
| Posição | Grupo | Atleta                 | Nacionalidade  | Tentativas | Tentativas | Tentativas | Resultados | Notas           |
| Posição | Grupo | Atleta                 | Nacionalidade  | 1          | 2          | 3          | Resultados | Notas           |
| ------- | ----- | ---------------------- | -------------- | ---------- | ---------- | ---------- | ---------- | --------------- |
| 1       | A     | Ashraf Amgad Elseify   | Catar          | 79.98      |            |            | 79.98      | Q               |
| 2       | B     | Alexandros Poursanidis | Chipre         | 75.16      |            |            | 75.16      | Q               |
| 3       | B     | Serhii Reheda          | Ucrânia        | 69.75      | 74.40      |            | 74.40      | Q               |
| 4       | B     | Juho Saarikoski        | Finlândia      | 66.75      | 72.20      | 73.85      | 73.85      | Q               |
| 5       | B     | Suhrob Khodjaev        | Uzbequistão    | 73.56      |            |            | 73.56      | Q,              |
| 6       | A     | Igor Buryi             | Rússia         | 70.21      | 73.45      |            | 73.45      | Q               |
| 7       | A     | Bence Pásztor          | Hungria        | 73.33      |            |            | 73.33      | Q               |
| 8       | A     | Ilmari Lahtinen        | Finlândia      | 71.62      | 68.52      | 73.30      | 73.30      | Q,              |
| 9       | A     | Rudy Winkler           | Estados Unidos | 73.18      |            |            | 73.18      | Q,              |
| 10      | A     | Özkan Baltaci          | Turquia        | 70.58      | 71.38      | 72.84      | 72.84      | Q               |
| 11      | B     | Valeriy Pronkin        | Rússia         | 70.94      | 72.77      |            | 72.77      | Q               |
| 12      | B     | Jørgen Olsen Austnes   | Noruega        | 67.28      | X          | 71.88      | 71.88      | q,              |
| 13      | A     | Anders Eriksson        | Suécia         | X          | 64.98      | 70.70      | 70.70      | Recorde pessoal |
| 14      | B     | Marco Bortolato        | Itália         | 65.34      | 65.49      | 70.32      | 70.32      |                 |
| 15      | B     | Oscar Vestlund         | Suécia         | X          | 69.81      | X          | 69.81      |                 |
| 16      | B     | Balázs Töreky          | Hungria        | 67.95      | 69.75      | 68.80      | 69.75      |                 |
| 17      | A     | Diego del Real         | México         | 69.56      | 65.26      | X          | 69.56      |                 |
| 18      | B     | James McCabe           | Irlanda        | 69.49      | X          | 65.14      | 69.49      | Recorde pessoal |
| 19      | A     | Antoine Nabialek       | França         | 66.70      | 68.32      | 69.43      | 69.43      | Recorde pessoal |
| 20      | A     | Dempsey McGuigan       | Irlanda        | 68.33      | 67.08      | 69.27      | 69.27      |                 |
| 21      | A     | Eslam Ahmed Ibrahim    | Egito          | 65.87      | 68.80      | X          | 68.80      |                 |
| 22      | B     | Matthias Tayala        | Estados Unidos | 68.70      | X          | X          | 68.70      |                 |
| 23      | B     | Bastian Abend          | Alemanha       | 67.24      | 67.83      | X          | 67.83      |                 |
| 24      | A     | Siarhei Salianik       | Bielorrússia   | 67.51      | 67.64      | X          | 67.64      |                 |
| 25      | B     | Nick Miller            | Reino Unido    | X          | X          | 67.46      | 67.46      |                 |
| 26      | B     | Ayhan Apti             | Bulgária       | 67.16      | X          | X          | 67.16      |                 |
| 27      | A     | Michael Painter        | Reino Unido    | 67.00      | X          | X          | 67.00      |                 |
| 28      | B     | Marinda Petersson      | Canadá         | 66.56      | 64.50      | X          | 66.56      |                 |
| 29      | A     | Kjetil Røste Ringen    | Noruega        | 64.18      | 66.23      | 66.39      | 66.39      |                 |
| 30      | B     | Robert Johnston        | Austrália      | 62.21      | 66.15      | 66.33      | 66.33      |                 |
| 31      | A     | Sergio Guijo           | Espanha        | 62.57      | X          | 65.95      | 65.95      |                 |
| 32      | A     | Patrizio Di Blasio     | Itália         | 64.43      | 65.29      | X          | 65.29      |                 |
| 33      | B     | Sukhdev Singh          | Índia          | 64.90      | X          | 65.21      | 65.21      |                 |
| 34      | B     | Abraham Parra          | México         | 63.55      | 64.79      | 65.16      | 65.16      |                 |
| 35      | A     | Simon Lang             | Alemanha       | 63.82      | 64.98      | 64.56      | 64.98      |                 |
| 36      | A     | Hevertt Álvarez        | Chile          | 63.87      | 64.67      | X          | 64.67      |                 |
| 37      | A     | Sebastian Nowicki      | Polónia        | X          | 63.16      | X          | 63.16      |                 |
| 38      | A     | Mobarak Al-Hendal      | Kuwait         | X          | 61.88      | X          | 61.88      |                 |
| 39      | B     | Yury Vasilchanka       | Bielorrússia   | 59.86      | X          | 61.82      | 61.82      |                 |
| 40      | B     | Jonathan Gras          | Argentina      | 61.57      | 59.19      | 59.92      | 61.57      |                 |
| 41      | B     | Pablo González         | Espanha        | 59.37      | 59.09      | 61.26      | 61.26      |                 |
| 42      | B     | Fabián Serna           | Colômbia       | X          | X          | 60.63      | 60.63      |                 |
| 43      | A     | Artem Poleshko         | Ucrânia        | X          | X          | 60.16      | 60.16      |                 |
| 44      | B     | Martynas Šedys         | Lituânia       | X          | 59.30      | X          | 59.30      |                 |
| 45      | A     | Enrique Gaitán         | Guatemala      | X          | 58.57      | 55.89      | 58.57      |                 |
| -       | A     | Jordan Young           | Canadá         | X          | X          | X          | NM         |                 |
| -       | B     | Tolgahan Yavuz         | Turquia        | X          | X          | X          | NM         |                 |

### Final
A prova final foi realizada no dia 14 de julho ás 20:20. 
| Posição           | Atleta                 | Nacionalidade  | Tentativas | Tentativas | Tentativas | Tentativas | Tentativas | Tentativas | Resultados | Notas           |
| Posição           | Atleta                 | Nacionalidade  | 1          | 2          | 3          | 4          | 5          | 6          | Resultados | Notas           |
| ----------------- | ---------------------- | -------------- | ---------- | ---------- | ---------- | ---------- | ---------- | ---------- | ---------- | --------------- |
| Medalha de ouro   | Ashraf Amgad Elseify   | Catar          | 77.23      | 78.61      | 81.84      | 81.60      | 85.57      | X          | 85.57      | WJR             |
| Medalha de prata  | Bence Pásztor          | Hungria        | X          | 76.74      | 75.57      | 72.94      | 72.58      | 74.85      | 76.74      |                 |
| Medalha de bronze | Suhrob Khodjaev        | Uzbequistão    | X          | 73.25      | 75.11      | 76.16      | 70.28      | X          | 76.16      | Recorde pessoal |
| 4                 | Alexandros Poursanidis | Chipre         | X          | X          | 76.05      | 74.20      | X          | 75.74      | 76.05      |                 |
| 5                 | Igor Buryi             | Rússia         | 73.88      | 75.45      | 73.87      | 74.13      | 74.28      | 75.83      | 75.83      | Recorde pessoal |
| 6                 | Ilmari Lahtinen        | Finlândia      | 72.57      | 73.82      | 75.26      | X          | X          | 70.56      | 75.26      | NJR             |
| 7                 | Juho Saarikoski        | Finlândia      | 69.81      | 74.47      | 74.89      | X          | 73.87      | X          | 74.89      | Recorde pessoal |
| 8                 | Valeriy Pronkin        | Rússia         | 69.64      | 73.01      | X          | 69.41      | 74.51      | X          | 74.51      |                 |
| 9                 | Serhii Reheda          | Ucrânia        | 69.84      | X          | 72.37      |            |            |            | 72.37      |                 |
| 10                | Özkan Baltaci          | Turquia        | X          | 67.91      | 70.98      |            |            |            | 70.98      |                 |
| 11                | Rudy Winkler           | Estados Unidos | 63.88      | X          | 69.35      |            |            |            | 69.35      |                 |
| 12                | Jørgen Olsen Austnes   | Noruega        | 64.05      | 69.01      | X          |            |            |            | 69.01      |                 |

Legenda
| Recorde mundial       | Recorde mundial (World record)               |                       | Recorde africano                      | Recorde africano (African) |                                           | Q | Classificado por posição (Qualified) |
| Recorde do campeonato | Recorde do campeonato (Championship record)  | Recorde da América    | Recorde da América (Americas)         | q                          | Classificado por melhor tempo (Qualified) |   |                                      |
| Melhor marca do ano   | Melhor marca do ano (World leading)          | Recorde asiático      | Recorde asiático (Asian)              | DNS                        | Não largou (Did not start)                |   |                                      |
| Recorde nacional      | Recorde nacional (National record)           | Recorde europeu       | Recorde europeu (European)            | DNF                        | Não terminou (Did not finish)             |   |                                      |
| Recorde pessoal       | Recorde pessoal do atleta (Personal best)    | Recorde da Oceania    | Recorde da Oceania (Oceania)          | DSQ / DQ                   | Desclassificado (Disqualified)            |   |                                      |
| Recorde da temporada  | Recorde da temporada do atleta (Season best) | Recorde sul-americano | Recorde sul-americano (South America) | NM                         | Sem marca (No mark)                       |   |                                      |